# Facultad de Arquitectura (Universidad Nacional Autónoma de México)
La Facultad de Arquitectura de la Universidad Nacional Autónoma de México (UNAM) es la dependencia encargada de realizar docencia e investigación en arquitectura, diseño industrial, urbanismo y arquitectura de paisaje. Tiene una tradición de más de dos siglos, heredada de la Academia de San Carlos. En sus aulas se han formado un gran número de arquitectos destacados en México, algunos de ellos de reconocida fama internacional, por lo que la Facultad ha tenido y tiene un papel relevante en la construcción de la arquitectura nacional.

## Historia
Anteriormente las clases de arquitectura se impartían en la Academia de San Carlos, donde se enseñaban artes plásticas y arquitectura. En 1953, se trasladó la Escuela Nacional de Arquitectura a la Ciudad Universitaria. Posteriormente, el nombre de la Escuela Nacional de Arquitectura cambió por la Facultad de Arquitectura. El día 20 de febrero de 2025, la Dra. Mónica Cejudo Collera tomó posesión como la primera mujer en dirigir la Facultad, para el período comprendido del año 2025 al 2029, sucediendo al Dr. Juan Ignacio del Cueto Ruiz-Funes.

### Antecedentes de la Facultad de Arquitectura
En el año de 1781 se solicitó a Fernando José Mangino, superintendente de la Casa de Moneda de la Nueva España, la posibilidad de proponer al virrey don Martín de Mayorga la creación de la escuela de pintura, escultura y arquitectura. Tras la aprobación del virrey, Iniciaron los cursos correspondientes el día 4 de noviembre de ese año en la misma Casa de Moneda que se ubicaba en lo que hoy conocemos como Museo de las Culturas. Así, inicia la historia de la primera escuela de pintura, escultura y arquitectura del Continente Americano: nuestra historia.
Carlos III, rey de España, expidió la Cédula Real el día 25 de diciembre de 1783, aprobando la creación de la Real Academia de San Carlos de la Nueva España, formalmente fundada el 5 de noviembre de 1785 con sus estatutos reales. Es en 1791 cuando se instaló la Academia en el local del antiguo Hospital del Amor de Dios, en las actuales calles de Academia y Moneda de esta Ciudad de México.
Debido a la carencia de recursos provocada por la Guerra de independencia en 1810, se presentó una crisis de varios años en esta escuela, que incluso obligaron a su cierre temporal de 1821 a 1824.
Con la creación de la Lotería de la Academia se produjeron recursos suficientes para su funcionamiento y con ello, llegó la influencia de la Escuela clásica italiana. Llegó así don Xavier Cavallari, quien fungió como director de la carrera de Arquitectura y fundó la carrera de Arquitecto e Ingeniero civil en 1858 en la propia Academia.
Así, nacieron en México los estudios de Arquitectura e Ingeniería civil. Los egresados de la Academia participaron en la construcción de edificios, caminos y puentes de hierro, comunicando ciudades que hasta entonces habían estado prácticamente incomunicadas.
En 1867, se expidió la nueva Ley de Instrucción Pública, por ella, se fundó la Escuela Nacional Preparatoria y se separan los estudios de Arquitecto e Ingeniero Civil, quedando los primeros en la Academia que a partir de entonces se llamaría Escuela Nacional de Bellas Artes y los segundos, se estudiarían en el hasta entonces Colegio de Minería que también cambiaría su denominación por el de Escuela Especial de Ingenieros. 
Desde su fundación en 1781, la Academia de San Carlos no había formado parte de la Universidad. Como la mayoría de las Facultades que hoy componen la Universidad, había sido una institución independiente. Así, el día 26 de mayo de 1910 se aprobó por el Congreso la Ley Constitutiva de la Universidad Nacional de México que en su artículo 2° señala entre las escuelas que la constituyen, la de Bellas Artes, aclarando que es "en lo concerniente a la enseñanza de la Arquitectura". Así, con un solo director para la escuela, los estudios de pintura, escultura y grabado quedan independientes de la Universidad con su propio estatuto.
No obstante, la autonomía universitaria lograda en 1929 creó una nueva Ley para la Universidad que incluyó dentro de esta los estudios de pintura, escultura y grabado bajo el nombre de Escuela Nacional de Artes Plásticas (ENAP), de esta manera la ENAP y la Escuela Nacional de Arquitectura son regidas por sus respectivos directores al interior del mismo edificio.

### Fechas relevantes
- 9 de agosto de 1929: El Honorable Consejo Universitario aprueba la separación de las escuelas de pintura y escultura de la de arquitectura, quedando así dos entidades universitarias, la Escuela Nacional de Arquitectura y la Escuela Central de Artes Plásticas. Esta recibió el nombre de Escuela Nacional de Artes Plásticas en 1933.
- 21 de agosto de 1929: El Honorable Consejo Universitario designa como primer director de la Escuela Nacional de Arquitectura al arquitecto Francisco Centeno de Ita.
- 21 de noviembre de 1979: El H. Consejo Universitario aprueba la propuesta de la Escuela Nacional de Arquitectura para que se supriman las carreras de técnico en administración de obras, técnico auxiliar de construcción y técnico en representación de proyectos.
- 11 de noviembre de 1981: Con la creación de los doctorados en arquitectura y urbanismo, la escuela se convierte oficialmente en facultad.
- Año de 1984: Se crea la cátedra extraordinaria "Federico Mariscal" siendo su primer ocupante el arquitecto Pedro Ramírez Vázquez quien en el último trimestre de 1984 y primer trimestre de 1985 la impartió con el tema "La arquitectura como disciplina de servicio" (Fuente: Anexo 1 de "Testimonios 1982-1990, Velasco León Ernesto, Facultad de Arquitectura UNAM)
- 18 de enero de 1989: Con sede en el aula "Enrique del Moral", inicia la cátedra extraordinaria Federico Mariscal, acerca de la arquitectura nosocomial, a cargo del arquitecto Enrique Yáñez.
- 20 de febrero de 2025: la Dra. Mónica Cejudo Collera toma posesión como la primera mujer en dirigir la Facultad de Arquitectura.

## Licenciatura
La facultad cuenta con cuatro licenciaturas: 
- Licenciatura en arquitectura, impartida desde 1781, la más antigua del continente americano.
- Licenciatura en diseño industrial, impartida desde 1969.
- Licenciatura en urbanismo, impartida desde 1985.
- Licenciatura en arquitectura de paisaje, impartida desde 1985.

## Posgrado
El nivel de posgrado está a cargo de la División de Estudios de Posgrado (DEP).
La DEP ofrece los siguientes programas:
- Especializaciones en Arquitectura y Urbanismo
- Maestría y Doctorado en Arquitectura
- Maestría y Doctorado en Urbanismo
- Maestría en Diseño Industrial

Existen dos centros de investigación internos con el encargo de hacer investigación: el Centro de Investigaciones en Arquitectura Urbanismo y Paisaje (CIAUP) y el Centro de Investigaciones en Diseño Industrial (CIDI).

## Profesores eméritos
- Carlos Luis Arturo González y Lobo[4]

## Talleres
Como parte de la organización pedagógica del plan de estudios de la carrera de arquitectura, existen 16 talleres semiautónomos con un planteamiento académico y una forma de trabajo específica. Anteriormente, los talleres se denominaban con números y letras en las décadas de 1970 y 1980, Tiempo después los talleres adquieren sus respectivos nombres, haciendo alusión a los arquitectos famosos que aportaron a la arquitectura mexicana. Los talleres Uno y Tres conservaron el mismo nombre, para recordarnos que el autogobierno existe aún.

### Talleres matutinos
- Taller Arq. Luis Barragán
- Taller Arq. Max Cetto (anteriormente era el taller 5).
- Taller Arq. Juan A. García Gayoú (anteriormente era el taller C).
- Taller Arq. Jorge González Reyna (anteriormente era el taller E).
- Taller Arq. Carlos Lazo Barreiro
- Taller Arq. Carlos Leduc Montaño (anteriormente era el taller 2)
- Taller Arq. Hannes Meyer (anteriormente era el taller 7).
- Taller Arq. Juan O'Gorman (anteriormente era el taller 4).
- Taller Arq. José Villagrán García (anteriormente era el taller D).
- Taller Uno (anteriormente era el taller 1)

### Talleres vespertinos
- Taller Ehécatl (anteriormente era el taller 10).
- Taller Arq. Domingo García Ramos
- Taller Arq. Ramón Marcos Noriega (anteriormente era el taller M).
- Taller Arq. Federico Mariscal y Piña (anteriormente era el taller F).
- Taller José Revueltas (anteriormente era el taller 6)
- Taller Tres (anteriormente era el taller 3)